# 액션가면
액션가면(일본어: アクション仮面 아쿠숀 카멘[*])은 일본의 만화 짱구는 못말려에 등장하는 가공의 슈퍼히어로 영웅, 장난감, 텔레비전 프로그램 등이다. 성우는 겐다 텟쇼 / 현경수(투니버스, 극장판), 김환진(비디오), 손원일(비디오) 김민석(SBS 초반), 이재용(SBS 후반), 안지환(MBC)이다.
좋아하는 인물은 신짱구다. 참고로 명칭 기원은 동양은 액션가면이고 서양에선 Action Mask라고 한다.

## 특징
액션가면의 이름은 이 만화를 연재하던 회사 만화 액션에서 따왔다. 노하라 신노스케가 가지고 있는 장난감 이름에서도 기원했다. 배우는 고우 고타로로 노하라 신노스케와 아는 사이다. 나올 때 또는 적을 쓰러뜨린 후 손을 벌리며, "와하하하하하" 정의의 용사! 액션~가면!이라고 웃는 게 특징이다. 기술은 두 손등에서 빔이 나오는 "액션 빔", "액션 펀치", "액션 킥" 등이 있다. 극장판 짱구는 못말려 극장판: 액션가면 VS 그래그래 마왕에서 노하라 신노스케와 함께 활약한다. 극장판 짱구는 못말려 극장판: 폭풍을 부르는 정글에서는 파라다이스 킹과의 전투를 하기도 한다. 선글라스를 벗으면 꽃미남이다. 전세계적으로 팬들이 많다. (그 중 하나가 노하라 신노스케다.)